# 稲葉継陽
稲葉 継陽（いなば つぐはる、1967年 - ）は、日本の日本史学者。
専門は日本中世史・近世史（荘園制研究、村落研究、地域社会論、領国支配＝初期藩政研究、細川家文書の研究）。
学位は、博士（文学）（立教大学）。熊本大学永青文庫研究センター教授（センター長）。

## 来歴
栃木県生まれ。1990年立教大学文学部史学科卒、1996年立教大学大学院文学研究科博士課程退学、「戦国時代の荘園制と村落」で立教大学より博士（文学）の学位を取得。2000年熊本大学文学部助教授。2007年准教授、2009年永青文庫研究センター教授。

## 著書
- 『戦国時代の荘園制と村落』（校倉書房、歴史科学叢書） 1998
- 『日本近世社会形成史論 戦国時代論の射程』（校倉書房、歴史科学叢書） 2009
- 『細川忠利 ポスト戦国世代の国づくり』（吉川弘文館、歴史文化ライブラリー） 2018　ISBN　9784642058711
- 『歴史にいまを読む』（熊日新書）2020
- 『近世領国社会形成史論』（吉川弘文館） 2024　ISBN　9784642043601

### 共編著
- 『展望日本歴史 12 戦国社会』（池上裕子共編、東京堂出版） 2001
- 『日本の中世 12 村の戦争と平和』（坂田聡, 榎原雅治共著、中央公論新社） 2002
- 『熊本藩の地域社会と行政 近代社会形成の起点』（吉村豊雄, 三澤純共編、思文閣出版） 2009
- 『細川家の歴史資料と書籍 永青文庫資料論』（森正人共編、吉川弘文館） 2013　ISBN　9784642014106
- 『日本近世の領国地域社会 熊本藩政の成立・改革・展開』（今村直樹共編、吉川弘文館） 2015　ISBN　9784642034678

## 参考
- [ISBN　978-4-7517-4070-5]
- J-GLOBAL
- 熊本大学